# Rheinische Zeitung
Rheinische Zeitung («Рейнская газета») — немецкая газета XIX века, наиболее известным редактором которой был Карл Маркс. Газета была начата в январе 1842 года и закрыта прусской государственной цензурой в марте 1843 года. В конечном итоге ей на смену пришла ежедневная газета, выпускаемая Карлом Марксом от имени Коммунистической лиги в июне 1848 года, под названием Neue Rheinische Zeitung («Новая рейнская газета»).

## История публикации

### Предыстория
Город Кёльн долгое время был самым важным городским центром Рейнской области Германии. В 1830-х годах газета Kölnische Zeitung («Кёльнская газета») стала голосом католической политической оппозиции, базирующейся в городе. Протестантское прусское правительство, находившееся в Берлине, считало эту газету и её 8000 подписчиков «занозой в боку» и благосклонно относилось к попыткам создания конкурирующих изданий, подрывающее доминирующее положение Kölnische Zeitung.
В Кёльне была запущена серия газет, каждая из которых терпела неудачу, а влиятельная Kölnische Zeitung обычно выкупала своих молодых конкурентов. Одним из этих неудачливых соперников была газета, начатая в декабре 1839 года под названием Rheinische Allgemeine Zeitung («Рейнская общая газета»). Газета боролась за выживание в течение двух лет и, казалось, была обречена на исчезновение. Когда стало ясно, что издание скоро обанкротится, Джордж Юнг и Мозес Гесс убедили некоторых ведущих богатых либералов Рейнской области, таких как Кампгаузен, Мевиссен и Оппенгейм, основать компанию для выкупа газеты. Подзаголовок был «Для политики, торговли и промышленности». Первоначально акционеры выбрали Фридриха Листа редактором, но им было отказано из-за его проблем со здоровьем. Затем пост редактора предложили Густаву Хёфкену, а Гессу оставили должность помощника редактора.
Группа видных кёльнских граждан решила собрать оборотный капитал и попытаться восстановить газету на новой основе. Эта новая версия старой Rheinische Allgemeine Zeitung должна была называться Rheinische Zeitung («Рейнские новости»).

### Учреждение
Rheinische Zeitung была запущена 1 января 1842 года, её редактором стал Мозес Гесс. Первоначально газета выражала проправительственную позицию, но вскоре её политическая окраска изменилась, чтобы лучше соответствовать популярным настроениям среди жителей Рейнской области, многие из которых считали прусское правительство в Берлине деспотической чужеродной сущностью.
Хотя Карл Маркс во время запуска газеты проживал в Бонне, похоже, он знал о проекте с самого начала и начал публиковать статьи на его страницах, что привлекло внимание читателей. Эти статьи станут первыми произведениями Маркса (помимо его докторской диссертации), опубликованными для широкой публики. Прежде сосредоточенный на вопросах абстрактной философии, Маркс впервые познакомился с практической журналистикой в ходе работы над Rheinische Zeitung. Именно в этот период Маркс впервые соприкоснулся с Мозесом Гессом и с французскими социалистическими идеями.
На страницах Rheinische Zeitung Маркс подверг критике недостатки сейма Рейнской области, заседавшего в Дюссельдорфе, обвинив его в применении классового законодательства, которое негативно повлияло на права и благосостояние простых граждан в пользу привилегированного слоя землевладельцев. В своих пространных статьях Маркс дополнительно критиковал неспособность сейма продвигать дело свободы печати, а также его отказ публиковать собственные материалы. Далёкий от революционности на этом этапе, Маркс сохранил веру в то, что публичных дебатов в свободной прессе будет достаточно, чтобы смягчить различные беды, с которыми сталкивается общество, независимо от слабости сейма.
Правительство было обеспокоено деятельностью Rheinische Zeitung, но не предприняло шагов к её закрытию, надеясь, что газета провалится сама собой. Это казалось разумной оценкой, так как к середине августа 1842 года список её подписчиков сократился до 885 человек. Однако 15 октября 1842 года Маркс был назначен в редакцию, и Rheinische Zeitung начала очевидное возрождение из пепла, набрав почти 1000 подписчиков в течение следующего месяца.
Маркс проанализировал дебаты в сейме Рейнской области, посвященные предполагаемой краже леса крестьянством, — тема, которая, как Маркс позже вспоминал, «дала мне впервые повод заняться экономическими вопросами» .Фридрих Энгельс, впервые установивший близкие личные отношения с Карлом Марксом в 1844 году, позднее заявлял, что именно журналистская деятельность Маркса в Rheinische Zeitung привела его «от чистой политики к экономическим отношениям и, таким образом, к социализму».

### Цензурное давление

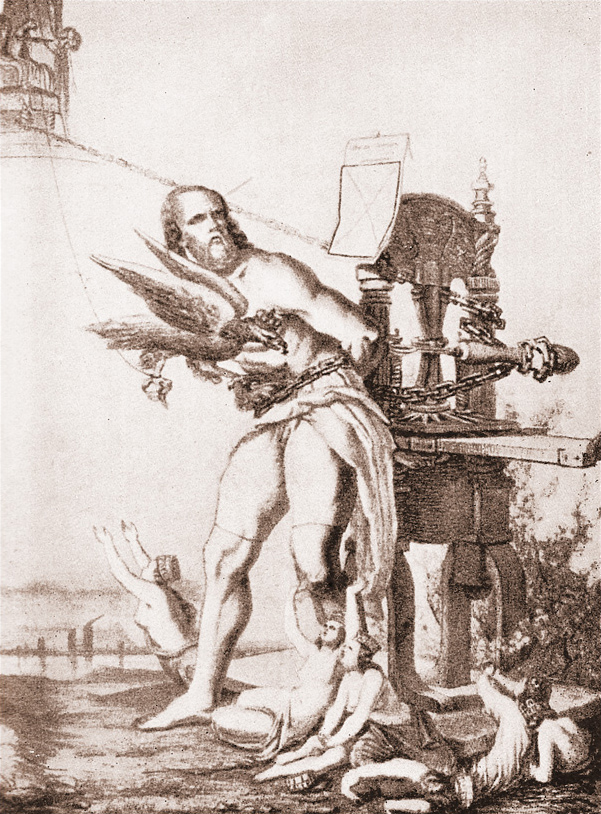
Немецкая политическая карикатура времён закрытия Rheinische Zeitung в 1843 году, изображающая Карла Маркса в образе Прометея, привязанного к печатному станку, в то время как королевский орёл прусской цензуры вырывает ему печень.

По мере того, как состояние газеты росло, Rheinische Zeitung продолжала вызывать гнев правительства, опубликовав в январе 1843 года серию статей, документально доказывающий отказ правительства серьёзно отнестись к жалобам местного крестьянства. Вызывающий тон некоторой опубликованной корреспонденции и растущие демократические настроения среди населения ещё больше оттолкнули власти. 21 января 1843 года кабинет в присутствии короля постановил закрыть Rheinische Zeitung.
Интеллигенция Рейнской области восприняла закрытие газеты как личное оскорбление, и в Берлин была отправлена делегация, чтобы предотвратить окончательное закрытие газеты. Подписка возросла до более чем 3000 — очень немногие немецкие газеты того времени были крупнее и ни одна из них не цитировалась так широко. Более того, тысячи граждан подписали петиции, призывающие к продолжению издания.
Несмотря на обращения граждан от имени газеты, король Фридрих Вильгельм IV отказался предоставить аудиенцию для выслушивания личного обращения, а многочисленные собранные публичные петиции демонстративно игнорировались.
В отчаянии акционеры газеты потребовали, чтобы Rheinische Zeitung смягчила свою агрессивную политическую линию, что побудило Маркса подать в отставку с поста редактора 17 марта 1843 года. Местный цензор с энтузиазмом воспринял это изменение в штате газеты, отметив, что «действительно умеренный, хотя и незначительный человек» по имени Оппенгейм занял редакционное кресло, и рекомендовал отменить решение о закрытии газеты.

### Наследие
По мнению историка Давида Фернбаха, закрытие газеты в марте 1843 году прусским правительством подорвало веру Маркса в то, что страна может пройти путь от монархии к конституционной демократии без революционной борьбы.
После закрытия оригинальной Rheinische Zeitung Маркс вообще покинул Германию и осел в Париже, где его ждало новое издательское предложение. Следующие пять лет Маркс провёл во Франции, Бельгии и Англии, ожидая подходящего момента, чтобы вернуться в родную Рейнскую область.
Маркс вернулся в Кёльн в первой половине апреля 1848 года, в разгар революций в германских государствах, и немедленно начал готовиться к созданию новой — и ещё более радикальной — газеты. Это издание, запущенное 1 июня, будет известно как Neue Rheinische Zeitung («Новые рейнские новости»).